# Brlekovo
Brlekovo – wieś w Chorwacji, w żupanii krapińsko-zagorskiej, w gminie Konjščina. W 2011 roku liczyła 56 mieszkańców.